# Leo Frobenius
Leo Frobenius (født 29. juni 1873 i Berlin, død 9. august 1938) var en tysk Afrika-forsker og etnolog.
Han foretog 1904-15 syv forskningsrejser til Afrika, fortrinsvis Vestafrika. Under 1. verdenskrig var han aktiv i Arabien og efter krigen var han leder af et Afrikainstitut ved München.
Han har udvist en livlig forfattervirksomhed på det etnologiske og kulturhistoriske område, og har især beskæftiget sig med de afrikanske naturfolks tro og forestillinger. Af hans arbejder kan nævnes Ursprung der afrikanischen Kulturen (1898), Geographische Kulturkunde (1903), Im Schatten des Kongostaates (1907), Und Afrika sprach (4 bind, 1912), Paideuma (1921) og den
store samling af folkeeventyr fra Afrika (1921 ff.)

## Forfatterskab
- Und Afrika sprach, 1912. engelsk oversættelse: The Voice of Africa, 1913.
- Atlantis. Volksmärchen und Volksdichtungen Afrikas, 1921–1928
  - Band 1: Volksmärchen der Kabylen, 1921
  - Band 2: Volksmärchen der Kabylen, 1922
  - Band 3: Volksmärchen der Kabylen, 1921
  - Band 4: Märchen aus Kordofan, 1923
  - Band 5: Dichten und Denken im Sudan, 1925
  - Band 6: Spielmannsgeschichten der Sahel, 1921
  - Band 7: Dämonen des Sudan: allerhand religiöse Verdichtungen, 1924
  - Band 8: Erzählungen aus dem West-Sudan, 1922
  - Band 9: Volkserzählungen und Volksdichtungen aus dem Zentral-Sudan, 1924
  - Band 10: Die atlantische Götterlehre, 1926
  - Band 11: Volksdichtungen aus Oberguinea, 1924
  - Band 12: Dichtkunst der Kassaiden, 1928
- Kulturgeschichte Afrikas, Prolegomena zu einer historischen Gestaltlehre, 1933 * Ursprung der afrikanischen Kulturen, Berlin, 1898.
- Vom Kulturreich des Festlandes, 1923
- Der Kopf als Schicksal, 1924
- Vom Schreibtisch zum Äquator, 1982